# Butkan
Butkan (en rus: Буткан) és un poble de la República de Komi, a Rússia, segons el cens del 2010 tenia 219 habitants.